# 田中径子
田中 径子（たなか けいこ、1960年（昭和35年）- ）は、日本の外交官。東京都出身。2014年（平成23年）10月から2018年までウルグアイ駐箚特命全権大使を務めた。

## 人物・経歴
東京都出身。1979年（昭和54年）東京学芸大学教育学部附属高等学校卒業。高校の同期に山田真貴子、大隅典子、香山リカらがいる。1984年（昭和59年）上智大学外国語学部ドイツ語学科を卒業後、日産自動車株式会社に入社。当時の女性社員としては珍しく社費で、米・スタンフォード大学経営大学院へ留学。その後、広報部門や北米日産ワシントン事務所等に従事。カルロス・ゴーン社長（当時）の専属広報としてメディア等とのパイプ役を務めた。
2011年（平成23年）からは、ジヤトコ株式会社に出向。同社経営企画部広報担当部長を経て、2013年（平成25年）、同社執行役員待遇に就任。
2014年（平成26年）、ウルグアイ駐箚特命全権大使に就任。民間企業出身の女性大使就任は、フィンランド駐箚特命全権大使を務めた毎日新聞社記者出身の高原須美子を除き、日本外交史上初めてのことである。
日産自動車のカルロス・ゴーン社長（当時）は、田中のウルグアイ大使起用について、「当社の従業員として30年間、リーダーシップを発揮してくれた。能力ある女性リーダーに新たな機会となる門戸を開放した日本政府に敬意を表する」とするコメントを発表した。
2018年（平成30年）4月、株式会社日産フィナンシャルサービス執行役員 (コンプライアンス統括部、総務人事部担当) 。 2019年（令和元年）6月、栗田工業株式会社社外取締役。
2020年 (令和2年) 4月、日本ハムサステナビリティ委員会外部識者委員、2022年 (令和4年) 4月 日産フィナンシャルサービス常務執行役員 (カスタマーセンター統括部、債権管理部担当) 、2024年 (令和6年) 6月 ニッスイ社外取締役。